# Beni Ḥassān
Beni Ḥassān (بني حسان) /Beni Hassan, =Sinovi Hassanovi/, arapsko pleme iz grupe Beduina koje je u Srednjem vijeku (sredina 13. stoljeća),  vodeći Maqil Arape iz Jemena, preko Sahare raširilo islam od Maroka do Malija, postavši dominantan u krajevima nastanjenim hamitskim stanovništvom, posebno Mauritaniji. Arabizacija berberskih skupina počinje u 15. stoljeću, osobito nad plemenima Sanhaja, koji stvoriše takozvane Maure u Mauritaniji. Potomci Beni Hassana danas se nazivaju i Hassaniya, a po njima i jezik hassaniya dobiva svoje ime.
Plemena Beni Hassan poznata su i u Jordanu (najveće; većina pripadnika jordanske vojske pripada ovom plemenu), Iraku i Egiptu, gdje se danas nalazi Beni Hassan el-Shuruq.

## Vanjske poveznice
Arhivirana inačica izvorne stranice od 24. studenoga 2005. (Wayback Machine)

  Arhivirana inačica izvorne stranice od 16. listopada 2005. (Wayback Machine)